# 니나 리치 (브랜드)
니나 리치(Nina Ricci)는 1932년 마리아 니나 리치와 그녀의 아들 로버트가 함께 세운 패션 브랜드이다. 1998년 스페인의 미용·패션 기업인 푸이그가 인수했다.